# Szlak pieszy nr 3578
Szlak pieszy Żabno-Drużyna Poznańska – znakowany szlak turystyczny w województwie wielkopolskim, długości 24,1 km, prowadzący przez pola i kompleksy leśne Rogalińskiego Parku Krajobrazowego. Przebiega w pobliżu byłych cmentarzy ewangelickich w Żabnie i Brodniczce, rezerwatu przyrody Krajkowo, nad brzegiem Kanału Szymanowo-Grzybno oraz koło zbiorowych grobów ofiar zbrodni nazistowskich w lesie w pobliżu Żabinka

## Przebieg
Szlak rozpoczyna się w Żabnie na przystanku autobusowym. Na odcinku od Żabna do Brodniczki (5,1 km) przebiega po wspólnej trasie z Wielkopolską Drogą św. Jakuba – początkowo zboczem ozu koło Żabna, mijając stary cmentarz ewangelicki z 2 połowy XVIII wieku. Przez rozległy kompleks leśny szlak prowadzi do rezerwatu Krajkowo (10,6 km). Na skrzyżowaniu dróg leśnych na południe od Krajkowa łącząc się z Konwaliowym szlakiem rowerowym, z którym przebiega wspólną trasą przez ok. 2,5 km. Z Krajkowa szlak przebiega przez lasy i pola Rogalińskiego Parku Krajobrazowego do Baranówka, mijając pozostałości grodziska, a następnie prowadzi wzdłuż Kanału Szymanowo-Grzybno do Sowinek (18,6 km).
Końcowy fragment szlaku mija położone w głębi lasu miejsca pamięci – zbiorowe mogiły oznaczone krzyżem (22,2 km), w okolicy których krzyżuje się ze szlakiem niebieskim nr 3583. Szlak kończy się przy stacji kolejowej Drużyna Poznańska.

## Miejsca przy szlaku

### Cmentarze ewangelickie w Żabnie i Brodniczce
W połowie XVII w. w Wielkopolsce rozpoczął się okres osadnictwa ewangelickich emigrantów z Niemiec i Niderlandów, zakładających nowe osady w miejscach dotychczas niezasiedlonych, często bagnistych. Nowi osadnicy zakładali cmentarze na suchych wzniesieniach, na planie krzyża, obsadzone dębami i bzami.

### Rezerwat przyrody Krajkowo
Utworzony w 1958 roku rezerwat przyrody Krajkowo chroni krajobraz łęgów i starorzeczy warciańskich oraz miejsca lęgowe ptaków. Spośród występujących w rezerwacie ok. 120 gatunków ptactwa 95 wychowuje w rejonie chronionym potomstwo.

### Pozostałości grodziska koło Baranówka
Na terenie Rogalińskiego Parku Krajobrazowego występują liczne stanowiska archeologiczne z przełomu starożytności i średniowiecza, związane z brodem przez Wartę i bagna nadwarciańskie. W Baranówku znajdują się pozostałości grodziska.

### Zbiorowe mogiły w lesie Bogulin
W lasach leśnictwa Bogulin znajduje się osiem zbiorowych mogił ofiar zbrodni nazistowskich z czerwca 1941 roku – pochowano w nich zamordowanych w lesie pacjentów szpitali w Śremie i Gostyninie oraz ciała niezidentyfikowanych osób zamordowanych w innych miejscach. Miejsca pamięci oznaczone są obeliskiem, krzyżem i tablicą informacyjną, a mogiły zachowane w formie betonowego obramowania.